# Галісія де Арагуа
«Галі́сія де Арагуа» (ісп. «Galicia de Aragua») — венесуельський футбольний клуб з Каракаса. Заснований 1960 року як «Депортіво Галі́сія». Розформований 2002 року.

## Досягнення
- Чемпіон (4): 1964, 1969, 1970, 1974
- Володар кубка Венесуели (5): 1966, 1967, 1969, 1979, 1981